# Manuel de Terán
Manuel de Terán Álvarez (Madrid, 28 de octubre de 1904-Madrid, 7 de mayo de 1984) fue un geógrafo, educador, investigador y humanista español. Académico de la Lengua y de la Historia, fue un sistematizador de la geografía moderna en España.

## Biografía
Nacido el 28 de octubre de 1904, era hijo de Luis de Terán y Dolores Álvarez Dumont. Su vida quedó profundamente marcada por la etapa en que estuvo vinculado como alumno primero y luego profesor del Instituto-Escuela entre 1925 y la guerra civil española, salvo un pequeño paréntesis de un año, en que fue catedrático de Geografía e Historia en el Instituto de Calatayud. En ese periodo conoció a la que sería su mujer, Fernanda Troyano de los Ríos, madre de sus cinco hijos; descubrió y afianzó su vocación docente, impregnándose de las ideas, principios y métodos pedagógicos de Francisco Giner de los Ríos y la Institución Libre de Enseñanza; entró en contacto con el mundo intelectual surgido en torno a la Residencia de Estudiantes y el científico formado al amparo del Museo de Ciencias Naturales; se orientó hacia las disciplinas que habría de cultivar profesionalmente, la historia y, sobre todo, la geografía; y disfrutó de una estancia en París sufragada por la Junta para Ampliación de Estudios e Investigaciones Científicas.
Tras la guerra civil española fue depurado y hasta 1942 no se le reintegró su cátedra en el instituto Beatriz Galindo de Madrid, Poco después, gracias a su maestro Eloy Bullón, inició su colaboración en el Instituto Juan Sebastián Elcano de Geografía del Consejo Superior de Investigaciones Científicas, del cual fue secretario, haciéndose cargo de la publicación de la revista Estudios Geográficos, entre las más reputadas de su campo a nivel internacional. Desde entonces repartió su trabajo entre el CSIC y la Universidad. Aunque había dado clases en ella con anterioridad como ayudante de Bullón, es sobre todo a partir de 1951, fecha en que obtiene por oposición la primera cátedra de Geografía de la Universidad de Madrid, cuando lleva a cabo con mayor desenvoltura su magisterio, tanto en la Facultad de Filosofía y Letras como en la de Ciencias Políticas y Económicas. La labor pedagógica de Terán se extendió a Valencia, Salamanca, Valladolid, Oviedo y La Laguna. Dentro del renovador y moderno programa de estudio de la realidad geográfica española que Terán puso en marcha, cabe destacar el hecho de que hasta la década de 1980 se leyeron más de treinta tesis doctorales y más de 150 memorias de licenciatura, muchas de ellas publicadas.
En 1976 fue nombrado director honorario del Instituto Juan Sebastián Elcano y consejero de honor del CSIC; en 1977 ingresó en la Real Academia Española y fue nombrado socio de honor de la Asociación de Geógrafos Españoles; al año siguiente fue nombrado presidente de honor de la Real Sociedad Geográfica; en 1980 ingresó en la Real Academia de la Historia; y en 1982 recibió la medalla de oro de la Universidad Complutense.

## Obra
Terán abordó aspectos muy diversos. Desde el mundo rural (“Programa para el estudio del hábitat rural”; “Vaqueros y cabañas en los Montes de Pas”; “Huertas y jardines de Aranjuez”; Hábitat rural. Problemas de método y representación; “Vida pastoril y nomadismo”) al urbano (“Calatayud, Daroca y Albarracín”; “Sigüenza”; “Ciudad y urbanización en el continente asiático”; “Dos calles madrileñas: las de Alcalá y Toledo”; “El desarrollo espacial de Madrid a partir de 1868”; “La ciudad como forma de ocupación del suelo y de organización del espacio”; numerosos documentos de Información urbanística), pasando por los estudios regionales (Imago Mundi; “Galicia”, “Región Asturcántabra”, “País Vasco”, “Meseta septentrional y meridional”, “Extremadura”, “Islas Canarias” y “Plazas africanas” para la Geografía de España y Portugal por él dirigida; “Ribamontán al Mar”; Síntesis geográfica de Fernando Poo; Geografía Regional de España; etc.) y sin dejar al margen los teóricos y de pensamiento (“La causalidad en Geografía humana. Determinismo, posibilismo, probabilismo”; “La situación actual de la Geografía y las posibilidades de su futuro”; “Geografía humana y Sociología. Geografía social”; “Una ética de conservación y protección de la Naturaleza”…).
- 1942: “Calatayud, Daroca y Albarracín. Notas de Geografía urbana”, Estudios Geográficos, año III, n.º 6, págs. 163-202 + 12 láminas
- 1947: “Vaqueros y cabañas en los Montes de Pas”, Estudios Geográficos, año VIII, n.º 28, págs. 493-536 + 1 mapa y XI láms.
- 1952: Imago Mundi. Geografía Universal, Madrid, Ediciones Atlas, 2 vols., 603 y 530 págs.
- 1957: “La causalidad en Geografía humana. Determinismo, posibilismo, probabilismo”, Estudios Geográficos, año XVIII, n.º 67-68, pp. 273-308.
- 1958: Geografía de España y Portugal, Barcelona, Montaner y Simón, tomo IV (1.ª parte).
- 1961: “Dos calles madrileñas: las de Alcalá y Toledo”, Estudios Geográficos, año XXII, n.os 84-85, pp. 375-476.
- 1963: “Quelques aspects de la Géographie des Îles Canaries”, Revue de Géographie de Lyon, vol. XXXVI, n.º 3, págs. 165-204.
- 1964: “El trabajo y la estructura demográfica del Gran Bilbao”, en Aportación española al XX Congreso Geográfico Internacional. Reino Unido, julio-agosto de 1964, Madrid/Zaragoza/Barcelona, Instituto Elcano de Geografía/Instituto de Estudios Pirenaicos (CSIC), págs. 75-88.
- 1966: “Una ética de conservación y protección de la Naturaleza”, en Homenaje al Excmo. D. Amando Melón y Ruiz de Gordejuela, Zaragoza, Instituto Juan Sebastián Elcano/Instituto de Estudios Pirenaicos (CSIC), págs. 69-76.
- 1977: Las formas del relieve terrestre y su lenguaje. Discurso pronunciado el 20 de noviembre de 1977, en su recepción pública por el Excmo. Sr. Don Manuel de Terán y contestación del Excmo. Sr. Don Julián Marías, Madrid, Real Academia Española, 66 págs.
- 1980: De Causa Montium. Discurso del excelentísimo señor don Manuel de Terán Álvarez leído en el acto de su recepción pública el 16 de noviembre de 1980, y contestación del excelentísimo señor don Gonzalo Menéndez Pidal, Madrid, Real Academia de la Historia, 51 págs.

En la Biblioteca de Humanidades de la UAM se puede consultar la colección bibliográfica donada a la Universidad.